# Kornblixt

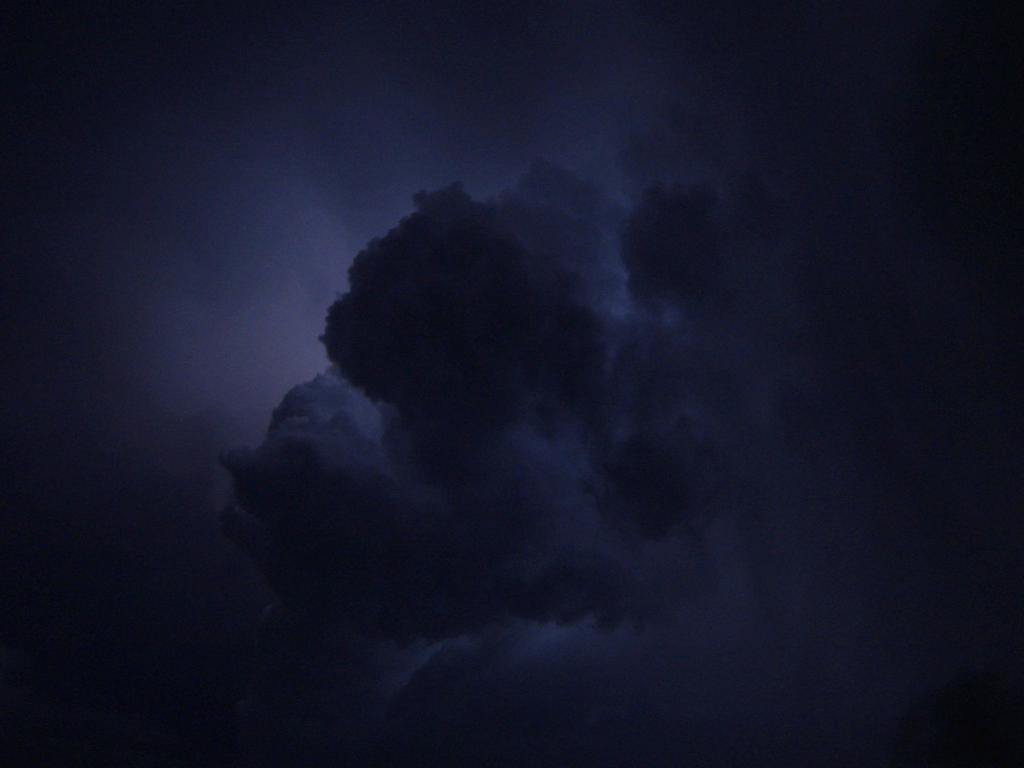
Kornblixt

En kornblixt är en blixt i ett åskväder som sker på så långt avstånd att man inte hör bullret. Kornblixten syns ofta som ett diffust sken nära horisonten, och dessa blixtsken kan ses på ungefär 200–400 kilometers avstånd vid gynnsamma förhållanden, vilket är 10–20 gånger längre än ljudet från åskan hörs.
I folktron har kornblixten fått namn av att man trott att blixten fått säden (kornet) att mogna. Ett annat folkligt namn är sillblixt då man trott att ljusfenomenet uppstått då sillstim (som tidvis varit mycket täta) vänt i vattnet.